# 結合辞
結合辞（けつごうじ）あるいは連結形（れんけつけい）とは、ある意味を表すが、普通は複合語の構成成分としてのみ用いられ、そのままの形の単語としては用いられない形態素のこと。特に、英語などのヨーロッパ語で、古典語（ラテン語、古典ギリシア語）に由来するものを指す。単なる派生ではなく独自の意味機能を持ち、また結合の組み合わせが限定される点で、接辞と異なる。ただし頻繁に用いられるため接辞のように扱われるものもある（-logy、-onymなど）。
例えば、Biography（伝記）はギリシア語に由来する bio-（生）と -graphy（記）という2つの結合辞をつないだものであり、Agriculture（農業）はラテン語結合辞の agri-（農）と -culture（耕）をつないだものである。bio- の -o-、agri- の -i- は、ギリシア語・ラテン語の幹母音と呼ばれる語幹末尾の母音（ただしこの形がそのまま語幹とは限らない）で、接合部を示す標識ともなっている。-graphy は -graph-（「書、描」）と -y（「すること」を表す接尾辞）からできている。
以上のように語頭または語末のいずれかにのみ用いられる結合辞が多いが、-graph- のようにどちらにも使える（graphology／monograph）ものもある。ギリシア語・ラテン語由来の結合辞が混成されることもある。例えば Television（テレビ）はギリシア語 tele-（遠）とラテン語 -vision（見）による（ギリシア語だけで造語すると Telescope「望遠鏡」となり意味が違う）。
現代では、ギリシア語・ラテン語以外の単語でも古典語のような結合辞に作り替えて用いる例が多い。例えば Russo-Japanese（日露）など2国名をつないだものが盛んに使われる。

## 類似のもの
日本語にも次のように、末尾の母音が交替し複合語にのみ用いられる形態がある。
- め（目）→ま-ぶた，ま-なこ，ま-つげ，ま-たたく，ま-なじり，ま‐なざし
- き（木）→ こ-だち，こ‐のみ，こ‐がらし，こ‐びき，こ‐くそ，こ‐っぱ
- あめ（雨）→ あま-がさ，あま‐やどり，あま‐がえる，あま‐もり，あま‐おと
- さけ（酒）→ さか-だる，さか‐もり，さか‐づき
- かみ（神）→ かむ-ながら，かむ‐さび